# Резорцин
Резорци́н (резорцинол, 1,3-дигидроксибензол, мета-дигидроксибензол) — органическое соединение c химической формулой С6H4(OH)2, двухатомный фенол.
Бесцветные кристаллы со специфическим запахом.
Изомерен пирокатехину (орто-дигидроксибензол) и гидрохинону, (пара-дигидроксибензол) отличаясь от них лишь относительным расположением гидроксильных групп.

## Физические свойства
Бесцветные кристаллы, до 70,8 °C существуют в α-модификации, выше в β-модификации. Легко растворим в этаноле, диэтиловом эфире, ацетоне, воде, труднорастворим в СНСl3, CS2, бензоле (в 100 г 2,2 г при 20 °C, 14,1 г при 60 °C).

## Получение
Получают сульфированием бензола и затем сплавлением 1,3-бензолдисульфокислоты с щелочью, в частности едким натром.
Другие мета-замещённые производные бензола, например, 1,3-бромфенол, 1,3-бензолсульфокислота при сплавлении со щёлочью дают резорцин.
Также его получают окислением 1,3-диизопропилбензола кислородом воздуха с последующим кислотным гидролизом образующегося бисгидропероксида до резорцина и ацетона.

## Химические свойства
Резорцин обладает свойствами фенолов. С щелочами образует соли — феноляты, с диметилсульфатом даёт монометиловый эфир резорцина и диметиловый эфир резорцина.
При взаимодействии с аммиаком образует 3-аминофенол.
Взаимное влияние двух групп ОН обеспечивает легкость вступления резорцина в реакции электрофильного замещения главным образом в положения 4(6), труднее — в положение 2. Так при взаимодействии с хлором и бромом образует 2,4,6-тригалогензамещенные, йодирование одним эквивалентом йода в водном растворе бикарбоната натрия ведет к образованию 2-йодрезоорцина с выходом 66%.
При действии азотистой кислоты на резорцин образуется 4-нитрозорезорцин, который конденсируется при окислении с резорцином с образованием резазурина:
При взаимодействии с концентрированной азотной кислотой (d = 1,4 г/см³) и концентрированной серной кислоты нитруется до 2,4,6-тринитрорезорцина (стифниновой кислоты). 
Резорцин легко вступает в реакции азосочетания, например с диазотированной сульфаниловой кислотой дает краситель резорциновый жёлтый.
С фталевым ангидридом в присутствии хлорида цинка (175—196 °С) конденсируется с образованием флуоресцеина.
С ледяной уксусной кислотой в присутствии хлорида цинка при 145 °C образует ацетофеноны.
Восстанавливает фелингову жидкость и аммиачный раствор хлорида серебра.
С пикриновой кислотой дает пикрат, т. пл. 89-90 °C.
Цветная реакция на резорцин: при взаимодействии с FeCl3 появляется темно-фиолетовое окрашивание, переходящее в чёрное.
При неправильном хранении резорцин из-за легкой склонности к окислению приобретает розовато-оранжевый цвет.

## Применение
Резорцин применяется в производстве синтетических красителей, некоторых полимеров (например, резорцино-альдегидных смол), в медицине как обеззараживающее средство при лечении кожных заболеваний, из-за дубящих свойств вещества.
Как реагент для колориметрического определения фурфурола, углеводов, Zn, Pb и других элементов. Также применяется при производстве пластификаторов и в качестве поглотителя ультрафиолетового излучения в полимерах.
Является сырьем для производства стифниновой кислоты и других ВВ.
В прошлом резорцин-формалиновая паста использовалась в стоматологии для герметизации каналов зубов. В настоящее время редко используется из-за многочисленных побочных эффектов.

## Безопасность
Пыль и пары резорцина раздражают кожу и слизистые оболочки глаз и дыхательных путей, вызывают кашель.